# Ernesto, Duque da Áustria
Ernesto De Ferro, oficialmente Ernesto, Duque da Intra-Áustria (Bruck an der Mur, 1377 — Bruck an der Mur, 10 de junho de 1424) foi governante da Estíria, Caríntia e Carniola (colectivamente Intra-Áustria) de 1406 até à sua morte. Ele era um membro da Casa de Habsburgo, da Linha de Leopoldo.

## Família e descendência
A 14 de janeiro de 1392, Ernesto casou-se com a sua 1ª mulher - Margarida da Pomerânia, filha de Bogisłau V, Duque da Pomerânia e e de Adelaide de Brunswick-Grubenhagen. Ernesto e Margarida não tiveram descendência. Margarida faleceu em 1407 ou 1410.
A 25 de janeiro de 1412, Ernesto casou-se com a sua 2ª mulher Cimburga da Mazóvia, e tiveram  9 filhos:
- Frederico III do Sacro Império Romano-Germânico (Insbruque, 21 de setembro de 1415 – Líncia, 19 de agosto de 1493).
- Margarida da Áustria (Wiener Neustadt, 1416 – Altemburgo, 12 de fevereiro de 1486), casou-se com Frederico II, Eleitor da Saxônia.
- Alberto VI, Arquiduque da Áustria (Viena, 18 de dezembro de 1418 – Viena, 2 de dezembro de 1463).
- Catarina da Áustria (Wiener Neustadt, 1420 – Baden-Baden, 11 de setembro de 1493), casou-se com o marquês Carlos I de Baden-Baden.
- Ernesto (Wiener Neustadt, 1420 - Wiener Neustadt, 10 de agosto de 1432).
- Alexandre (nasceu e morreeu em Wiener Neustadt, 1421).
- Ana (Wiener Neustadt, 1422 – Wiener Neustadt, 11 de novembro de 1429).
- Leopoldo (nasceu e morreu em. Wiener Neustadt, 1424).
- Rodolfo (nasceu e morreu em Wiener Neustadt, 1424).